# 2380 Heilongjiang
2380 Heilongjiang је астероид главног астероидног појаса са средњом удаљеношћу од Сунца која износи 2,191 астрономских јединица (АЈ).
Апсолутна магнитуда астероида је 13,2.